# Baudolino
Baudolino és una novel·la històrica d'Umberto Eco, escrita l'any 2000 i publicada per Bompiani. Aquesta és la quarta novel·la de l'autor, després de El nom de la rosa (1980), El pèndol de Foucault (1988) i L'illa del dia abans (1994).
Narra la història de Baudolino, un jove camperol de la Vall del Po, procedent de Fraschetta, on més tard s'aixecarà Alessandria, que el 1154, a l'edat de tretze anys, va ser adoptat per l'emperador Frederic Barbarroja. El jove resulta ser un mentider canalla i inveterat, però com per art de màgia tot el que s'inventa acaba fent història, com la canonització de Carlemany, el Greal o la creació de la carta del sacerdot Gianni. Per seguir el seu somni de descobrir el regne del sacerdot, Baudolino marxa amb un grup d'amics cap a Orient i s'expliquen les seves aventures en terres llegendàries i la seva trobada amb criatures fantàstiques. Tornant a casa amb les mans buides després de molts anys de viatge, Baudolino s'adona que la seva vida està per sempre lligada a la recerca d'aquella terra mítica, mentre que no hi ha res al seu món que el pugui frenar, així que marxa de nou cap a l'est per fer el seu darrer viatge del quan no en tornarà.
El llibre es proposa com una novel·la picaresca, però alhora com una suma de fonts històriques, mites, tradicions i llegendes medievals que el converteixen en una obra enciclopèdica d'aquell període històric concret. Ha estat traduït a molts idiomes i publicat a diversos països fora d'Itàlia. Va ser publicada en català per Destino.

## Trama
L'any 1154, any del seu primer descens a Itàlia, l'emperador encara no coronat Frederic Barbarroja es va perdre en el bosc i la boira de la Vall del Po, quan li va demanar ajuda del jove pagès Baudolino, va ser conduït per ells per reincorporar-se al seu exèrcit. Després d'haver agafat gust al noi, decideix adoptar-lo i portar-lo a la seva cort.
Després d'aquesta introducció, l'escena es trasllada a Constantinoble durant el saqueig de 1204, on un Baudolino de seixanta anys rescata l'historiador i alt funcionari romà d'Orient Nicetes Coniata de les mans dels croats. Els dos es refugien a casa d'uns comerciants genovesos, coneguts per Baudolino anys abans, mentre la ciutat crema durant diversos dies i posteriorment aconsegueixen sortir de Constantinoble disfressats. Mentrestant, Baudolino explica la seva història a Nicetes.
Baudolino esdevingué un important conseller del seu pare, a partir dels tretze anys, pel que fa a les qüestions dels estats italians. Baudolino és educat pel canonge Rahewino i pel bisbe Ottone, però quan moren, Baudolino és enviat a la Universitat de la Sorbona de París, a la qual arriba juntament amb el Poeta (pseudònim del nom real del personatge l'Arxipoeta). En primer lloc, durant els seus estudis, fan amistat amb el sarraí Abdul i juntament amb els seus nous companys Baudolino es dedica a estudiar i inventar les característiques del Regne del Preste Joan (al qual es referia sovint el bisbe Ottone), amb l'ajuda d'alguns erudits, entre ells Borone, el rabí Salomon i Kyot, van elaborar conjuntament la carta del Preste Joan, que va romandre oculta al seu pare durant molt de temps. Anteriorment l'emperador s'havia casat amb Beatrix de Borgonya, de qui Baudolino s'enamora, però aquest amor prohibit el turmenta durant bona part de la seva vida. Baudolino està implicat com a conseller de l'emperador en els afers italians, en particular amb la ciutat de Milà, que resisteix als nombrosos setges de l'exèrcit, a més, un cop acabats els seus estudis, Baudolino és enviat com a ambaixador a les ciutats italianes, on participa en la fundació d'Alexandria (que coincideix aproximadament amb el seu lloc de naixement) i quan Federico és ferit en un setge Baudolino li parla de la carta del Preste Joan, però durant una missió d'espionatge de Baudolino en nom de l'imperi, es fa amistat amb el monjo Zosimo, a qui roba la idea de la carta al Preste Joan, fent-la lliurar primer a Andrònic I Comnè, però Zosimus és descobert i fet presoner per Baudolino. Per tant, el pare per arribar al Regne del Sacerdot Jean (a l'Extrem Orient) participa a la Tercera Croada dirigida per Frederic, (ajuntat per Baudolino, el Poeta, Abdul, Borone, Kyot, Salomó i els seus amics d'Alessandria: Porcelli, Cuttica, Aleramo Scaccabarozzi, conegut com a Ciula, Colandrino, germà de la difunta esposa de Baudolino, i els Boidi). la croada continua seguint com a fil conductor la recerca de la terra mítica del Preste Joan, el llegendari sacerdot-rei d'un immens estat nestorià a l'Extrem Orient. Durant el viatge a Terra Santa, Frederic mor en circumstàncies misterioses, al castell del príncep armeni Adzrouni, que l'havia acollit a la seva residència. Així s'acaba la croada, però el grup dels seus amics no abandona la companyia a la recerca de la terra desitjada. Surten del castell, sense Zosimo que segons els protagonistes hauria robat la falsa relíquia del Sant Greal i que llavors s'hauria escapat, tanmateix el príncep Adzrouni s'uneix al grup de Baudolino, que per escapar de Lleó II d'Armènia, que d'una altra manera seria. s'han enfrontat amb el príncep, per haver deixat morir l'emperador, ofereix als viatgers el canvi dels set caps falsos de Joan Baptista i els seus coneixements geogràfics. Llavors s'embarquen en el viatge per terres salvatges habitades per criatures fantàstiques, que dura molts anys, fins que un dia els viatgers arriben a Pndapetzim, la província i antecambra del regne del Preste Joan.
Aquí els protagonistes es troben amb una terra habitada per estranyes criatures:blèmies, sàtirs, panotti, gegants, esciàpodes, pigmeus, hypatia, ponxos, i són acollits com mags. Les criatures fantàstiques (excepte els sàtirs i l'hipatia) estaven sota el domini del diaca Joan, Delfí del sacerdot, el poder del qual, però, és exercit per un cercle d'oligarques (i unuchi).), que estan encapçalats per Praxeas. A l'espera d'accedir a la terra del Sacerdot, Baudolino s'enamora d'Hipatia, una sàtira (o una criatura meitat dona i meitat cabra) pertanyent al poble de la Hipatia i descendent de la històrica Hipàcia, i es fa amic del diaca Giovanni, que està tancat a la seva sala del tron, d'on no va sortir mai, patint de lepra. Finalment, el regne de Pndapetzim es veu sacsejat per la notícia de l'imminent atac dels huns blancs. Malgrat l'intent de defensa dels companys de Baudolino, en particular pel Poeta, els habitants de Pndapetzim es veuen aclaparats pels invasors i només per miracle Baudolino i alguns companys supervivents (Borone, Kyot, el Poeta, el Boidi i Salomó) aconsegueixen salvar-se., decidint tornar a casa malgrat les pressions de Baudolino que voldria tornar a buscar Hipatia, de la qual havia sorgit una nova criatura; en aquest punt Baudolino rep un llarg full que conté l'efígie del diaca moribund.
El viatge de tornada està ple de noves aventures, de fet els protagonistes són capturats per cinocèfals i al cap d'uns anys aconsegueixen escapar, galopant uns enormes ocells enviats a Constantinoble, però durant el viatge Salomó perd la vida.
A Constantinoble són rebuts per uns genovesos i un dia el Poeta organitza una trobada decisiva on assistim a l'enfrontament final entre Baudolino, els seus amics i Zosimo ja morint, pel robatori del Greal i la mort de l'emperador. durant l'enfrontament resulta que Frederick hauria estat assassinat pel Poeta, i que el Greal havia estat guardat per Baudolino sense el seu propi coneixement. Tot això passa just abans de la trobada entre Baudolino i Niceta, però durant l'enfrontament el Poeta ataca a Baudolino amb l'espasa per aconseguir la relíquia, però el Poeta és assassinat per Baudolino.
Al final del relat oral de Baudolino a Niceta, l'historiador amb l'ajuda d'un amic seu descobreix que la mort del pare adoptiu de Baudolino es deu al fet que l'emperador va ser llençat al riu per Baudolino, per evitar ser penjat pel fill de l'emperador Frederic VI de Suàbia, quan l'emperador es trobava en un estat de mort aparent i, per tant, hauria mort per la col·lisió amb les roques del riu. Baudolino, sentint-se culpable de la mort del seu pare adoptiu, es dedica a una vida d'estilita, que s'interromp a causa d'una disputa amb un sacerdot, i Baudolino s'adona que la seva vida s'ha de dedicar a la recerca del regne del Preste Joan i d'Hipatia i amb aquesta esperança al cor torna cap a Orient.

## Gènesi de l'obra
Després de la publicació de la seva novel·la L'illa del dia abans l'any 1994, Eco treballava en un nou projecte d'una història contemporània. L'obra s'hauria d'haver titulat Número zero i la història girava al voltant d'un grup de persones que planejaven un nou diari. Després de dos anys de treball, però, l'autor va abandonar el projecte en favor de Baudolino. D'aquest esbós es conserven alguns rastres, com l'escena de la mort de Frederic Barbarroja, que fa referència a un crim semblant en una sala tancada realitzat amb un aparell: una mena de quimera que tararejava en el buit, que apareixia en el projecte original.
Una de les principals inspiracions de la història va ser una còpia del llibre Le terre leggendarie, on hi havia un capítol sobre el Preste Joan i un altre sobre les tribus disperses d'Israel. A la portada del tom hi havia representat la figura d'un esquíàpode i a Eco l'associació va venir espontàniament:
| « | Aquesta figura [l'esquíàpode] està, doncs, vinculada en mi a la història del Preste Joan, però també al naixement d'una ciutat [Alessandria], que és la meva i la de Baudolino.. | » |

Altres expedients narratius van ser en comptes de les opcions d'Eco per al pur gaudi personal, com la descripció dels plats de Nicetes Coniata, que es basa en llocs d'Internet dedicats a l'antiga cuina romana d'Orient.
La fase d'escriptura es va interrompre durant molt de temps, a causa de la manca de resolució d'un punt crucial de la història que no permetia a l'autor encaixar les diverses peces de la història. Llavors, l'estiu del 2000, Eco va tornar a reprendre el manuscrit i en dos mesos va completar l'esborrany.